# Giuseppe Arzilli
Giuseppe Arzilli, né le 20 janvier 1941 à Saint-Marin et mort le 19 novembre 2023, est un homme politique de Saint-Marin.  

## Carrière
Il est capitaine-régent de Saint-Marin du 1er octobre 1986 au 1er avril 1987 avec Maurizio Tomassoni, du 1er octobre 1999 au 1er avril 2000 avec Marino Bollini et du 1er octobre 2004 au 1er avril 2005 avec Roberto Raschi. 
Giuseppe Arzilli est représentant de Saint-Marin à l'Assemblée parlementaire du Conseil de l'Europe du 7 novembre 1997 au 27 janvier 2003, et du 26 janvier 2004 au 2 octobre 2006. Il est vice-représentant du 27 janvier 2003 au 26 janvier 2004.